# Армяне в Польше
Армяне в Польше (арм. Հայերը Լեհաստանում, пол. Ormianie w Polsce) — статья об истории и современном проживании армян в Польше. На протяжении истории армяне Польши сыграли значительную роль в разных сферах жизни этой страны. В 2005 году Польша официально признала геноцид армянского народа в Турции.

## История

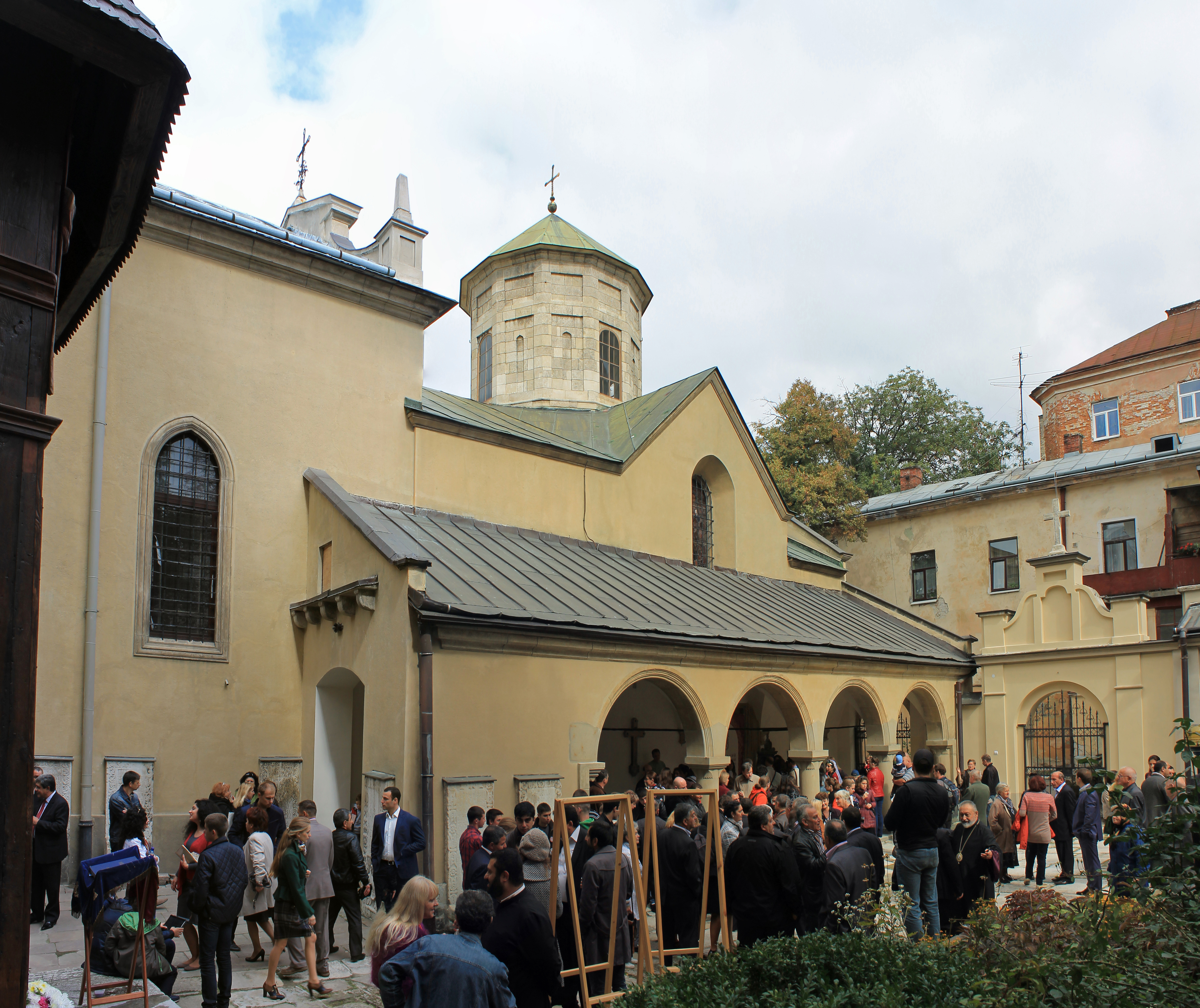
Армянский кафедральный собор во Львове, 1363—1370 годы

Армяне жили на территории Польши с высокого средневековья. Король Польши Казимир III после завоевания Червонной Руси сохранил все права и привилегии армянской общины. Уже в 1367 году было основано армянское епископство во Львов. Несмотря на притеснения немецких мещан королева Ядвига также утвердила права армян. К этому времени их численность здесь еще умножилась, что было связано с падением последнего армянского королевства в Киликии к концу XIV века. Большая часть общины проживало во Львове и Каменц-Подольске. В последнем в 1398 году была основана армянская церковь св. Николая. В 1402 году от короля Владислава II Ягайло армяне получили разрешение занимался купечеством также на территории Польши и Литвы.
Ряд современных историков, в том числе А. Грицкевич, Е. Разин, и другие, сообщают об участии армян в польско-тевтонских войнах XIV—XVI веков, в частности, в Грюнвальдской битве. Однако это утверждение возникло из ошибочного прочтения слова «Bessarmenier» в письме Генриха фон Плауэна, великого магистра Тевтонского ордена, от 14 декабря 1410 года. Это слово оначает «бусурмане». Поэтому участие армян в Грюнвальдской битве считается мифом.
О наличии на Руси в XV—XVI веках армянского войска упоминают Симеон Лехаци (1623) и папский нунций в Польше Онорацио Висконти (1631). Последний сообщает о приглашении в Рутению большого количества армянских солдат Даниилом Галицким, которые впоследствии расселились в 15 больших городах региона. Согласно Висконти, истощённые бесконечными войнами и будучи довольными торговыми доходами, армянские землевладельцы отказались от своих привилегий дворян и обязательной воинской службы, и стали простыми гражданами и купцами. Эти утверждения однако являются крайне сомнительными, согласно современным данным большинство армян в этой области изначально были купцами и ремесленниками. Тем не менее армянские землевладельцы и дворяне на территории Червонной Руси упоминаются в многочисленных источниках конца XIV—начала XVI веков, и какое-то их количество видимо участвовало в военных сражениях Польши.

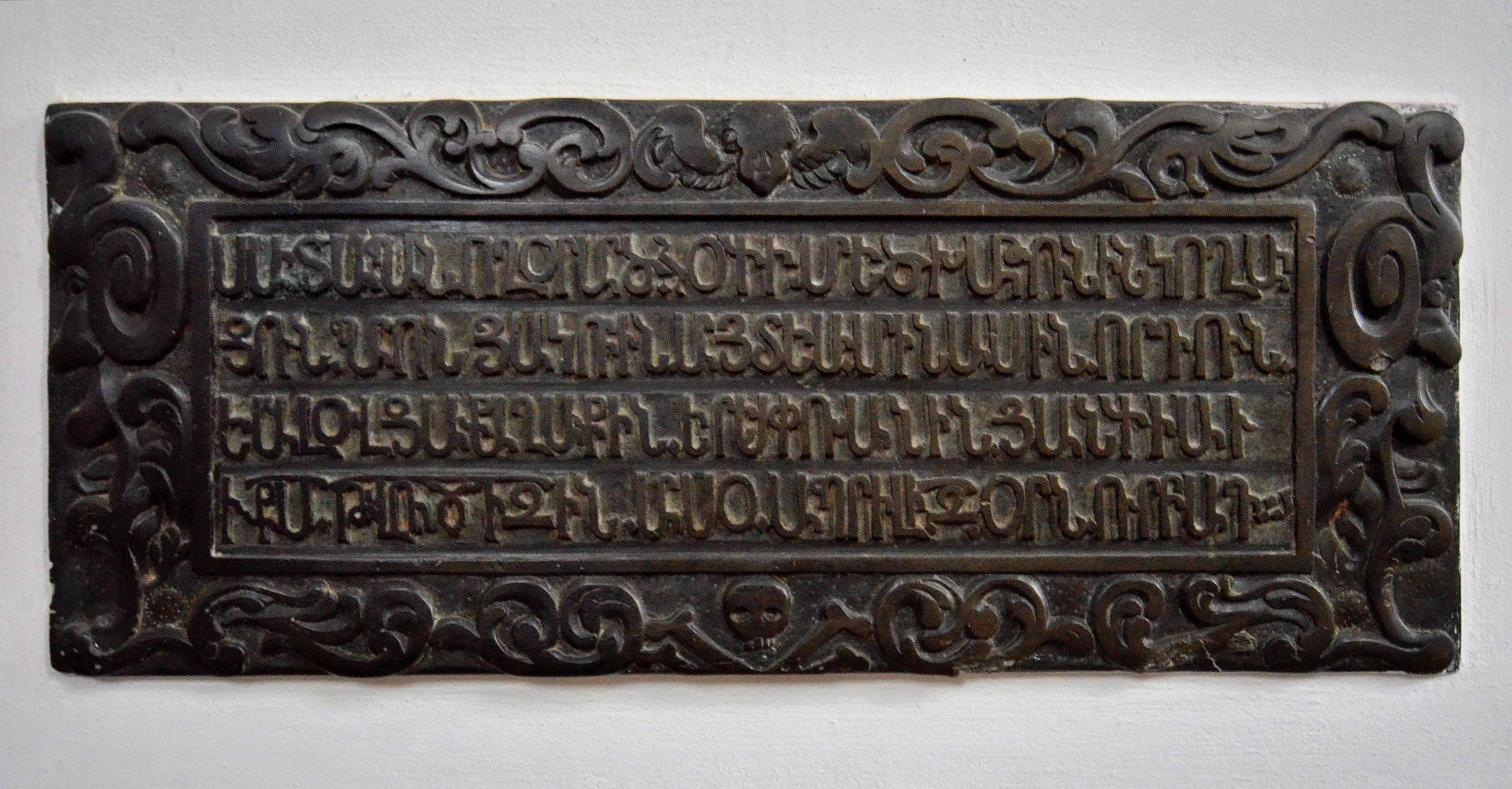
Эпитафия на классическом армянском, Варшава, Церковь Св. Гиацинта, XVII век

Община достигает своего наибольшего процветания в XVI столетии. Были основаны многочисленные церкви, а львовским армянам было предоставлено пользоваться почти исключительно собственными законами, когда в 1519 году Сигизмунд I утвердил Статут львовских армян. Она была повторно подтверждена королём польским и великим князем литовским Владиславом IV. По специальному указу Стефана Батория от 7 июля 1578 года права армянских купцов были уравнены правам католиков. Ян II Казимир также заботился об армянах. Армяне выступали посредником в торговле между Западом и Востоком, у них были сконцентрированы большие финансовые ресурсы, также способствующие процветанию королевства. В 1616—1618 годах во Львове действовало армянская типография где издавал книги Ованес Карматенянц. В 1630 году львовский епископ Армянской апостольской церкви Николай Торосович, который находился в конфликте с верующими, чтобы сохранить свою власть, принял унию с Римом, получив титул архиепископа. Уния была поддержана католическими орденом Театинцев, которые открыли духовную семинарию во Львове для армян-католиков, и следующим архиепископом Вартаном Унаняном. Борьба между сторонниками и противниками этой унии в Речи Посполитой шла до конца XVII столетия, когда процесс принятия унии был уже закончен. Самоуправление армян Польши сохранилась до 1770 годов, пока Польша не было завоевана Австрией. Все армяне Речи Посполитой стали униатами. Армянское Каменецкое епископство существовало до 1816 года, после чего армянскою церковью управляли генеральные викарии а в 1854 году прежнее армянское Каменецкое епископство было присоединено к католическому Каменецкому епископству.

## Армяне в Польше сегодня
Большинство армян, которые сейчас живут в Польше — наследники постсоветских эмигрантов, а не старой армянской общины. После распада СССР многие армяне в поисках лучшей жизни направились в Польшу. В 2015 году одна из площадей Вроцлава была названа «Армянской». По данным переписи населения 2021 года, 6 772 жителя Польши декларировали армянскую национальность, в том числе 5 586 как первую (из них 4 361 — единственную) и 1 186 как вторую. 2 140 опрошенных считали себя одновременно поляками. По данным переписи населения 2021 года, в Польше 2 220 человек используют армянский язык дома.